# Power of the Night
A Power of the Night az amerikai Savatage 1985-ben megjelent nagylemeze. Az albumnak az a Max Norman volt a producere, aki később a Megadeth Countdown to Extinction albumának a hangzásáért is felelt.
Zenei szempontból a Sirens és a The Dungeons Are Calling által képviselt, a heavy és speed metalt sem nélkülöző amerikai power metal vonalat folytatták.
A lemezre eredetileg nem került volna figyelmeztető matrica, de az Atlantic Records a Hard Love és a Skull Session szövegei miatt, mégiscsak a "Parental Advisory Explicit Content" figyelmeztetéssel jelentette meg az albumot. Ez egyben marketing trükk is volt a kiadó részéről, ugyanis úgy gondolták, hogy így majd több ember érdeklődését kelti fel a lemez.
Ez az utolsó Savatage album, melyen Keith Collins kezeli a basszusgitárt. Jon és Criss Oliva nem volt elégedett a játékával, ezért egyes részeket újra fel kellett játszani. Collinst Johnny Lee Middleton váltotta fel 1986-ban.

## Dalok
1. "Power of the Night"  – 5:14
2. "Unusual"  – 4:27
3. "Warriors"  – 4:03
4. "Necrophilia"  – 3:36
5. "Washed Out"  – 2:13
6. "Hard for Love"  – 3:59
7. "Fountain of Youth"  – 4:31
8. "Skull Session"  – 3:21
9. "Stuck on You"  – 3:10
10. "In the Dream"  – 4:15

### 1997-es CD kiadás bónuszai
1. "Sleep" – 4:16

### 2002-es CD kiadás bónuszai
1. "Power of the Night (koncertfelvétel)" – 4:51
2. "Sirens (koncertfelvétel)" – 3:02

## Közreműködők
- Jon Oliva – ének, billentyűs hangszerek
- Criss Oliva – gitár
- Steve Wacholz – dob
- Keith Collins – basszusgitár